# Дженесі (округ, Мічиган)
Шаблон:StateAbbr_ 43°01′ пн. ш. 83°43′ зх. д. / 43.02° пн. ш. 83.71° зх. д.
Округ Дженесі (англ. Genesee County) — округ (графство) у штаті Мічиган, США. Ідентифікатор округу 26049.

## Історія
Округ утворений 1835 року.

## Демографія
За даними перепису 2000 року загальне населення округу становило 436141 осіб, зокрема міського населення було 365213, а сільського — 70928. Серед мешканців округу чоловіків було 209692, а жінок — 226449. В окрузі було 169825 домогосподарств, 115956 родин, які мешкали в 183630 будинках. Середній розмір родини становив 3,07.
Віковий розподіл населення поданий у таблиці:
| Стать    | До 15 років | 15-21 | 22-29 | 30-39 | 40-49 | 50-65 | 65-85 | Понад 85 |
| -------- | ----------- | ----- | ----- | ----- | ----- | ----- | ----- | -------- |
| Чоловіки | 51284       | 21230 | 21512 | 30967 | 32561 | 31533 | 19214 | 1391     |
| Жінки    | 49081       | 21004 | 23204 | 33500 | 35223 | 34435 | 26165 | 3837     |

## Суміжні округи
- Тускола — північний схід
- Лапір — схід
- Окленд — південний схід
- Лівінгстон — південний захід
- Шаявассі — захід
- Сегіно — північний захід

## Виноски
1. ↑  U.S. Decennial Census. United States Census Bureau. Архів оригіналу за 26 квітня 2015. Процитовано 21 вересня 2014.
2. ↑  Historical Census Browser. University of Virginia Library. Архів оригіналу за 11 серпня 2012. Процитовано 21 вересня 2014.
3. ↑  Population of Counties by Decennial Census: 1900 to 1990. United States Census Bureau. Архів оригіналу за 15 лютого 2015. Процитовано 21 вересня 2014.
4. ↑  Census 2000 PHC-T-4. Ranking Tables for Counties: 1990 and 2000 (PDF). United States Census Bureau. Архів (PDF) оригіналу за 18 грудня 2014. Процитовано 21 вересня 2014.
5. ↑  State & County QuickFacts. Бюро перепису населення США. Архів оригіналу за 6 червня 2011. Процитовано 27 серпня 2013.(англ.) Наведено за англійською вікіпедією.
6. ↑  American FactFinder. Бюро перепису населення США. Архів оригіналу за 21 травня 2008. Процитовано 31 січня 2008.

| США | Це незавершена стаття з географії США. Ви можете допомогти проєкту, виправивши або дописавши її. |